# Mont Gros (Nice)
Pour les articles homonymes, voir Mont Gros.
Le mont Gros est une colline à Nice, s'élevant à 375 m d'altitude. Son espace est essentiellement occupé par l'Observatoire de Nice et administré par l'Observatoire de la Côte d'Azur. 

## Géographie
La colline se trouve au nord-est de Nice, environ 5 km au nord du mont Boron. Le Paillon la sépare des montagnes voisines au nord. La limite entre les communes de Nice (quartier Vinaigrier) et de La Trinité suit sa crête.

## Faune et flore
La faune et la flore du mont Gros sont méditerranéennes. Elles sont particulièrement riches du fait de la situation intermédiaire du mont Gros entre le littoral et la moyenne altitude permettant la coexistence d'espèces issues des deux milieux. Des habitats très variés se trouvent le long de sa crête sommitale et sur ses flancs, ceux-ci offrant un grand nombre de niches écologiques. On y trouve des pelouses calcaires, des massifs boisés à l'est et de la garrigue et des oliveraies sur le flanc ouest.

## Histoire

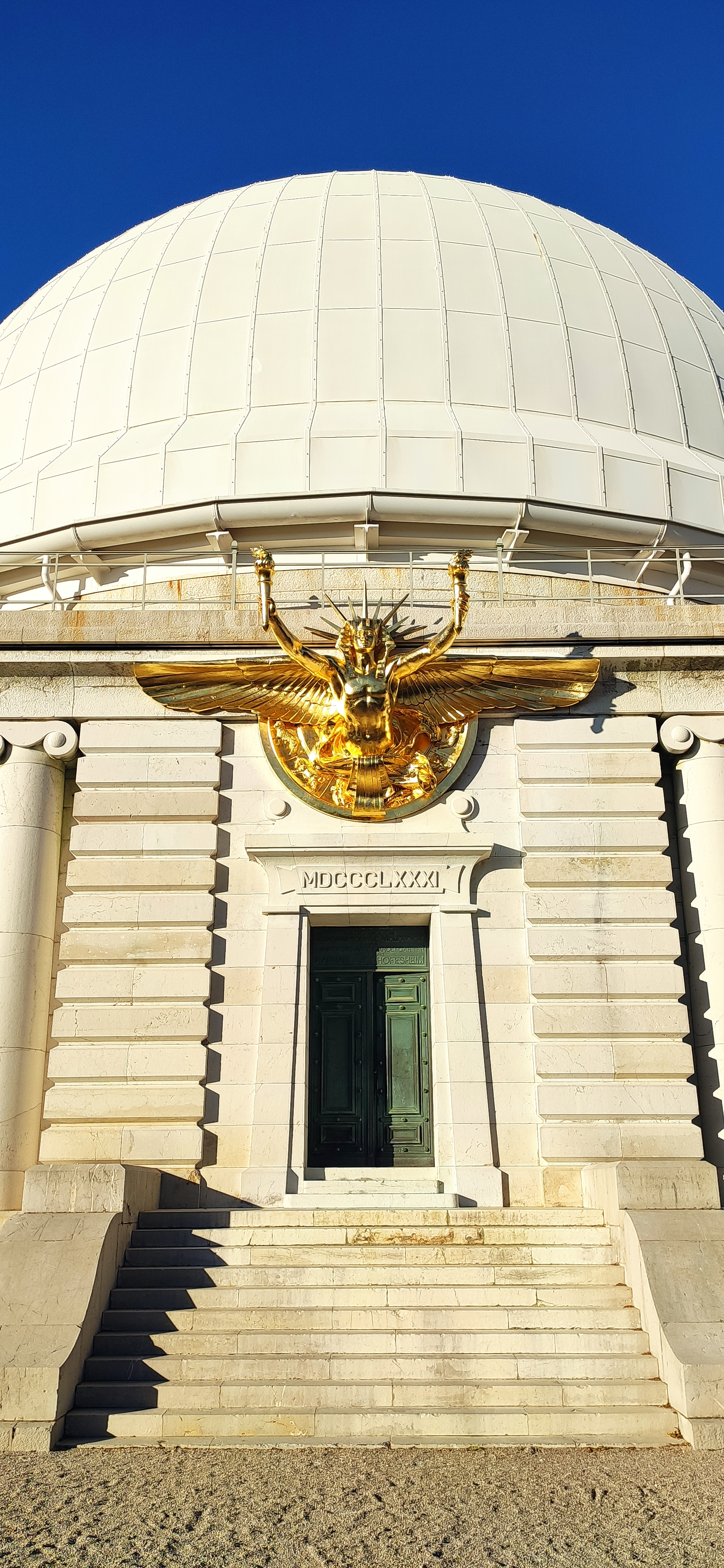
Le Grand Équatorial supportant la grande coupole de l'Observatoire de la Côte d'Azur, avec l'Apollon sortant du Zodiaque (ou Génie de la Science), œuvre de Paul-Armand Bayard de la Vingtrie.

Le mont Gros a été le lieu d’un retranchement piémontais construit pendant la guerre de Succession d'Autriche vers 1744.
Dans les années 1860, plusieurs terrains à mi-pente du mont Gros sont achetés par Victoire Schmitz. Elle fait construire la villa Schmitz entre 1884 et 1887 par Vincent Levrot.
En 1881, les travaux de l'Observatoire de Nice, aussi appelé observatoire du Mont-Gros, commencent au sommet du mont Gros. Il est commandé par Raphaël Bischoffsheim et réalisé par Charles Garnier. La coupole protégeant la grande lunette est réalisée par Gustave Eiffel et les travaux s'achèvent en 1887. Deux coupoles sont construites en 1931 par Honoré Aubert.
En 1887, un dépôt d'objets en bronze a été découvert près de l'observatoire.
Le haut risque d'éboulements rocheux depuis les falaises calcaires au nord du mont Gros vers le quartier Bon Voyage a nécessité des travaux pour leur sécurisation à plusieurs occasions, de 2014 à 2019.

## Tourisme

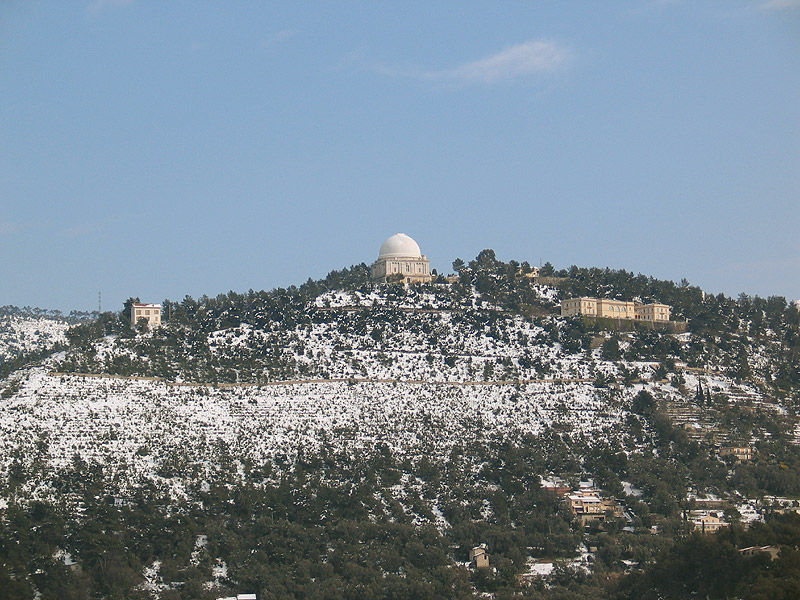
L'observatoire de Nice.

L'Observatoire de Nice offre des visites guidées.
Au sud du mont Gros se trouve le parc du Vinaigrier, un site naturel protégé qui est traversé par des sentiers de randonnée,.
Le boulevard de l'Observatoire, qui fait le tour du mont Gros, est desservi par une ligne d'autobus des Lignes d'Azur.